# Pierre Jaminet
Pierre Jaminet (París, 12 de febrer de 1912 - Le Havre, 7 de desembre de 1968), va ser un ciclista francès que fou professional de 1932 a 1942. En el seu palmarès destaquen dues victòries d'etapa al Tour de França de 1939, així com el Critèrium Nacional de 1938.

## Palmarès
- 1938
  - 1r del Critèrium Nacional
  - Vencedor d'una etapa a la París-Niça
- 1939
  - Vencedor de 2 etapes del Tour de França

### Resultats al Tour de França
- 1938. 44è de la classificació general
- 1939. Abandona (18a etapa). Vencedor de 2 etapes